# Campo di sterminio di Chełmno

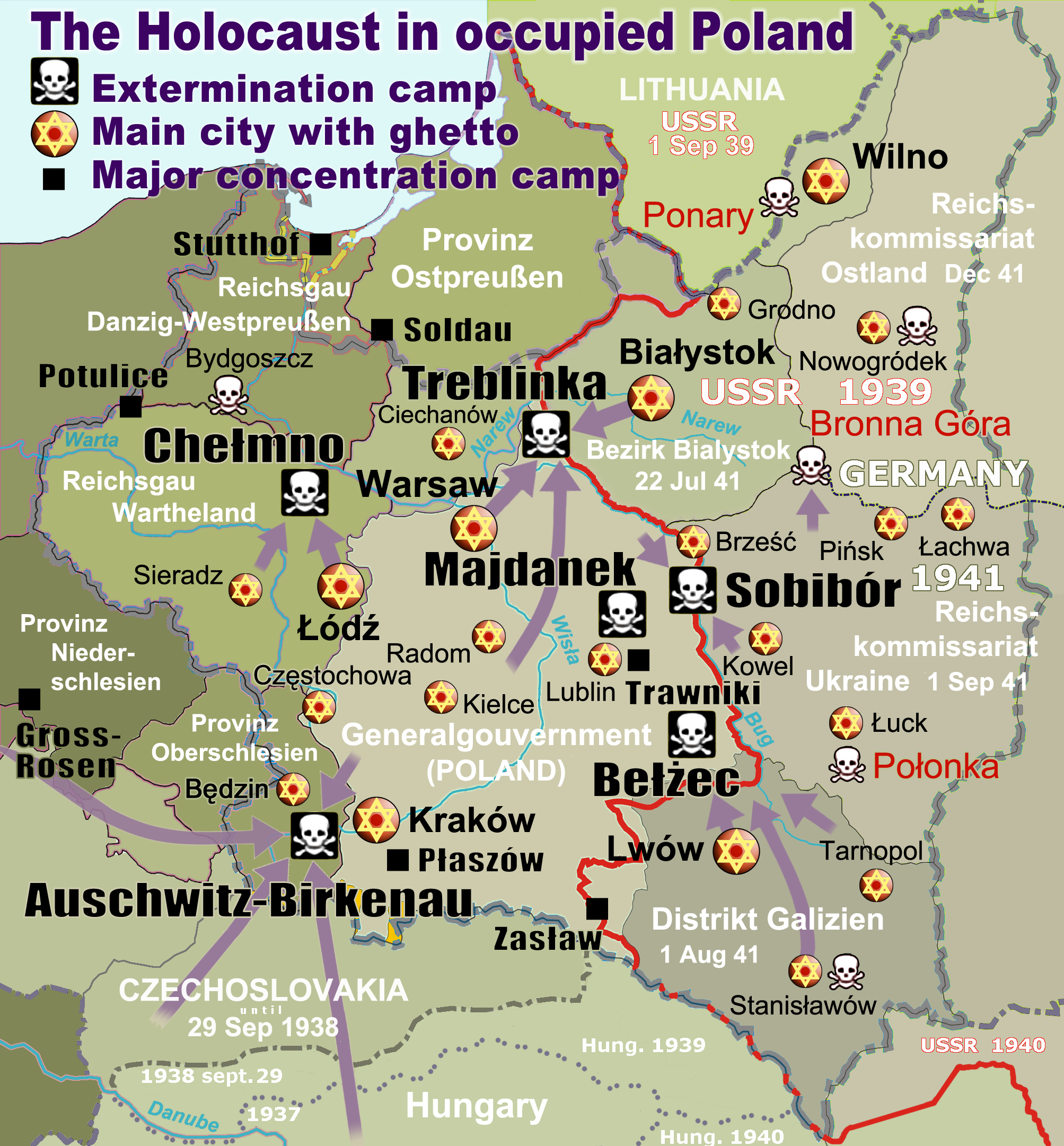
Mappa dei principali campi di sterminio in Polonia

Il campo di sterminio di Chełmno (in tedesco: Vernichtungslager Kulmhof) fu (con Bełżec, Sobibór, Treblinka e Auschwitz-Birkenau) uno dei principali centri di uccisioni del regime nazista durante l'Olocausto 
nei pressi della cittadina polacca di Chełmno nad Nerem (in tedesco: Kulmhof an der Nehr, in italiano: Chełmno sul Ner) situata circa a 100 chilometri a est di Posen (oggi Poznań), fu realizzato per l'eliminazione degli ebrei provenienti dal ghetto di Łódź, distante solo 70 chilometri, in seguito ai programmi tedeschi di «arianizzazione» delle zone polacche del Warthegau entrate a far parte del Reich dopo l'invasione tedesca.
Divenuto operativo dall'8 dicembre 1941 servì da modello per i tre campi di sterminio (Bełżec, Sobibór, Treblinka) costruiti tra il 1941 e il 1942 nell'est della Polonia occupata nell'ambito dell'Operazione Reinhard (in tedesco Aktion Reinhardt), nome in codice dato dai nazisti al progetto di sterminio degli ebrei in Polonia..
Dopo i primi esperimenti condotti nel campo centrale di Auschwitz nel 1941 (Auschwitz-Birkenau non era ancora operativo), Chełmno fu il primo campo ad utilizzare la «gassazione» (con monossido di carbonio) per le uccisioni di massa.
Almeno 152.000 persone persero la vita nel campo, principalmente ebrei del ghetto di Łódź e delle vicinanze, ma anche rom ed alcuni ebrei ungheresi, polacchi, cechi e prigionieri di guerra sovietici. Poiché il campo di Chełmno fu usato esclusivamente come luogo di sterminio, vi sopravvissero solo un esiguo numero di persone, tra quelle impiegate nelle operazioni di sepoltura dei cadaveri, che riuscirono a fuggire: Mordechaï Podchlebnik, Szymon Srebrnik, Szlama Ber Winer, e pochi altri.

## Operatività del campo

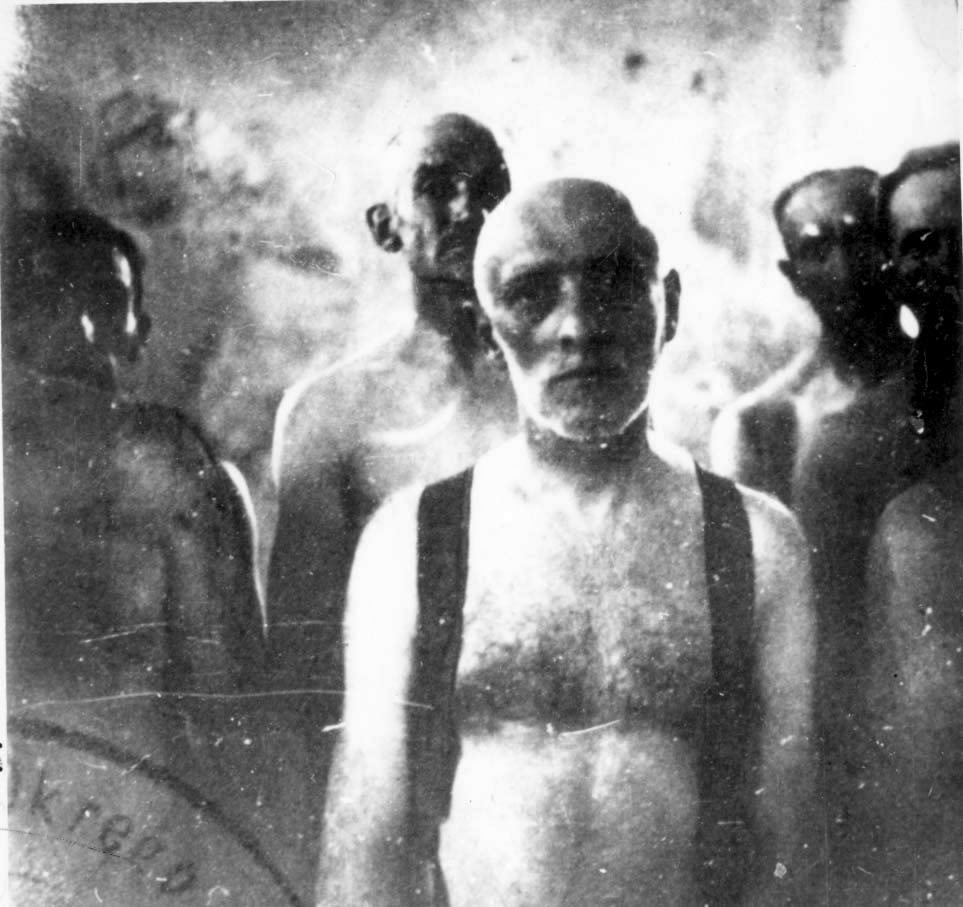
Alcuni prigionieri destinati ad entrare nei Gaswagen

Il campo di sterminio, situato in un vecchio maniero (il "castello"), fu operativo dall'8 dicembre 1941 all'aprile 1943 quando fu chiuso e l'edificio fatto saltare. Dall'aprile 1944 al gennaio 1945 Chełmno fu reso nuovamente operativo per provvedere alla definitiva liquidazione del ghetto di Łódź.
Il campo era gestito da un comando speciale delle SS, chiamato Sonderkommando Kulmhof, che eseguiva l'uccisione dei deportati mediante monossido di carbonio prodotto da grossi autocarri appositamente trasformati. Il primo comandante fu Herbert Lange, sostituito nel 1942 da Hans Bothmann. Le aree del campo erano due: una zona amministrativa con la caserma e i magazzini dei beni confiscati alle vittime, nei pressi del castello, e l'area di cremazione e sepoltura situata in un bosco a circa tre chilometri di distanza chiamata Waldlager («lager nel bosco»).
I tedeschi abbandonarono il campo il 17 gennaio 1945 all'avvicinarsi delle truppe russe, avendo liquidato tutti i prigionieri rimasti e cancellate per quanto possibile tutte le tracce della presenza del campo.

## I testimoni

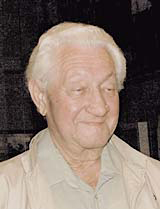
Szymon Srebrnik, uno dei testimoni chiave nei processi del dopoguerra

La prima testimonianza sugli eccidi compiuti a Chełmno viene da Szlama Ber Winer (conosciuto anche come Szlawek Bajler o Yakov Grojanowski) il quale riuscì a fuggire dal campo nel febbraio 1942 e a far pervenire una dettagliata denuncia (il cosiddetto Rapporto Grojanowski) alla resistenza ebraica nel Ghetto di Varsavia. Poco tempo dopo Ber Winer fu nuovamente arrestato e ucciso a Bełżec., ma attraverso la resistenza polacca la sua denuncia arrivera' fino al New York Times (2 luglio 1942).
Una completa descrizione del funzionamento del campo deriva dalle testimonianze raccolte nel corso dei processi tenutisi in Polonia nel giugno 1945, quindi nel 1961 a Gerusalemme con imputato Adolf Eichmann (che visitò il campo negli ultimi mesi del 1942), e infine in Germania tra il 1962 e il 1965. Da notare come la maggior parte delle testimonianze relative a questo campo sia stata fornita dagli imputati, da coloro cioè che vi operarono in qualità di carnefici: il numero di deportati che riuscì a sopravvivere a Chełmno fu infatti ridottissimo. 
In questi processi un ruolo di primo piano ebbero tre testimoni, Mordechaï Podchlebnik, Szymon Srebrnik e Mordechai Zurawski. Essi erano stati parte di quei gruppi di prigionieri temporaneamente risparmiati per essere impiegati nelle operazioni di mantenimento del campo e di sepoltura dei cadaveri nella foresta. Mordechaï Podchlebnik (o Bodhalevnik), riuscì a fuggire dopo aver visto tra i cadaveri quello della moglie e dei figlioletti di quattro e sette anni. Queste le parole di Podchlebnik:
(Testimonianza durante il processo presso la Corte distrettuale di Łódź, 9 giugno 1945)
Szymon Srebrnik, arrivato a Chełmno non ancora quattordicenne nel marzo 1944, continuo' a lavorare nel campo per quasi un anno. Nel gennaio 1945 sopravvisse all'esecuzione finale del personale di lavoro del campo solo perché il colpo di pistola sparatogli alla nuca non colpì centri vitali. Anche Mordechai Zurawski sfuggì miracolosamente alla liquidazione finale del campo fuggendo nella foresta.
Le testimonianze di Podchlebnik e Srebrnik sono entrambe riportate anche nel documentario Shoah (1985) di Claude Lanzmann.

## Le operazioni di sterminio
I racconti e le testimonianze (di vittime e carnefici) raccolte nei processi permettono di ricostruire un quadro preciso del funzionamento del campo.
Durante la prima fase di attività del campo (dicembre 1941 - aprile 1943) i deportati giungevano in treno (solitamente 1.000 persone, in 20-22 vagoni) alla stazione di Koło. Lì erano rinchiusi nella locale sinagoga, per essere quindi trasportati in camion al campo. La sinagoga di Koło però si trovava al centro della città sotto gli occhi di tutti. Dalla metà di marzo 1942 si decise quindi che alla stazione di Koło i deportati cambiassero treno per giungere su una linea a scartamento ridotto alla piccola e più isolata stazione di Powierce e di lì raggiungere a piedi il villaggio di Zawadka, dove venivano rinchiusi per la notte in un mulino, in attesa dei camion per il trasporto al castello di Chełmno.

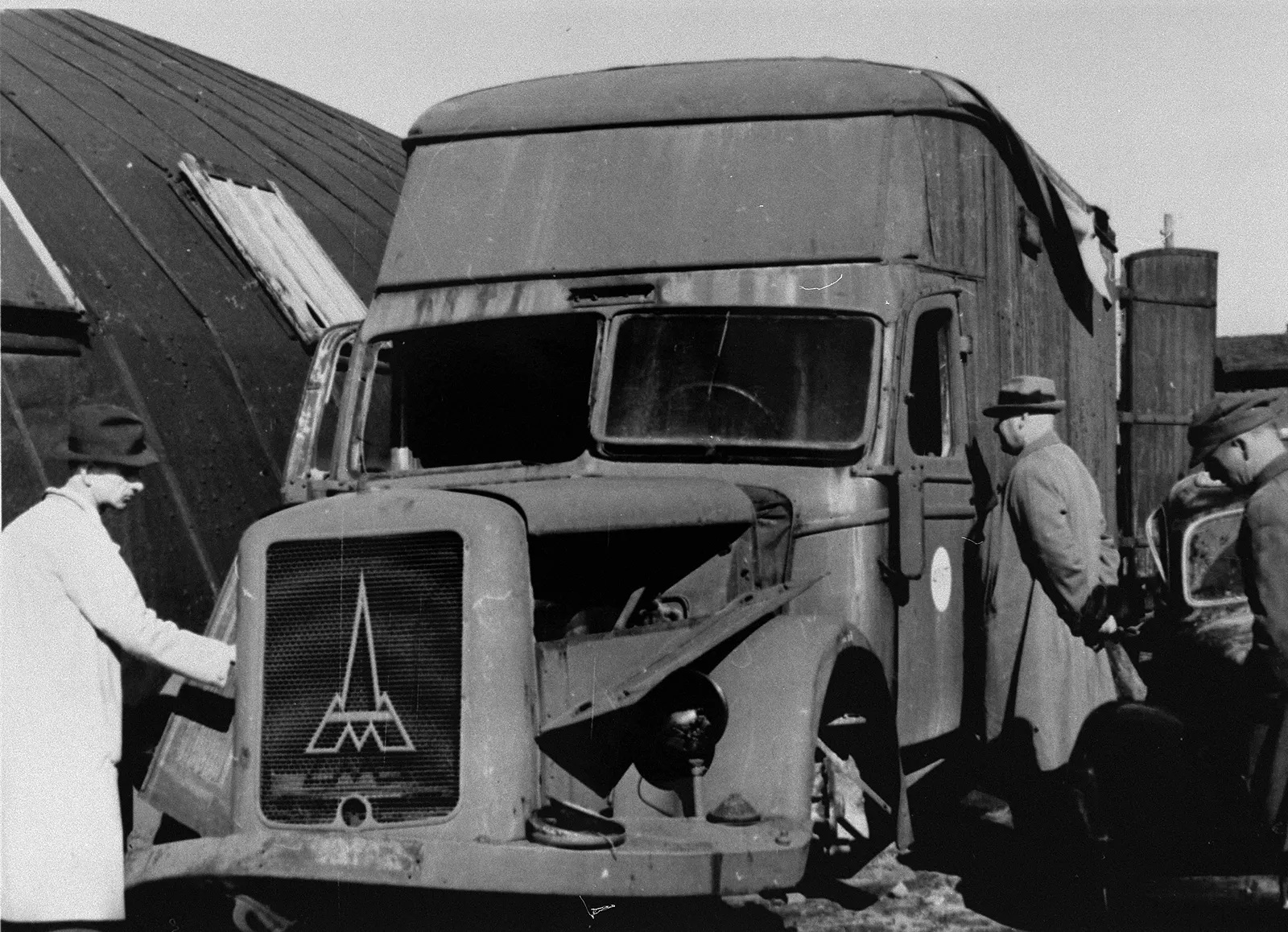
Un Gaswagen Magirus-Deutz, simile a quelli utilizzati nel campo

Giunti nel cortile del castello, i deportati erano informati dal personale del campo che avrebbero fatto un bagno, e i loro abiti sarebbero stati disinfestati prima di ripartire alla volta dei campi di lavoro. Prima del bagno dovevano consegnare tutti gli oggetti di valore per essere accuratamente registrati. Terminata questa fase, erano spogliati e, dopo aver ricevuto sapone e asciugamani (per non destare sospetti), condotti nel sotterraneo del castello per poi risalire, lungo una rampa, fino al vano di carico di un Gaswagen, un autocarro appositamente modificato per funzionare come una camera a gas. A differenza dei successivi campi di sterminio, Chełmno non disponeva di una camera a gas stabile ma di tre camere a gas mobili, installate sui cosiddetti Gaswagen, già impiegati per le operazioni degli Einsatzgruppen. La zona di carico degli autocarri era ermeticamente sigillata e alcune tubazioni la collegavano ai gas di scarico prodotti dal motore. Le vittime erano obbligate a stiparsi nell'area di carico, in numero di circa 90, la porta veniva poi sigillata e il motore del furgone acceso: la morte sopraggiungeva in 10-20 minuti, provocata dall'esalazioni di monossido di carbonio.
I corpi, già a bordo degli automezzi, venivano poi portati al Waldlager nella foresta di Rzuchowski, distante circa 4 chilometri, dove si provvedeva a scaricarli; se qualche vittima era rimasta solo stordita, le SS la uccidevano con un colpo di pistola alla nuca. Unità ucraine, controllate dalle SS, provvedevano ad estrarre i denti d'oro dai cadaveri e controllavano minuziosamente che nessun oggetto di valore fosse nascosto sui corpi. Successivamente un Sonderkommando composto da detenuti ebrei provvedeva al seppellimento dei cadaveri in grandi fosse comuni. Gli autocarri erano rapidamente ricondotti al castello dove si provvedeva alla loro pulizia, spesso imbrattati da escrementi. Il lavoro era svolto con grande rapidità considerando che, ogni giorno, erano svolte 12-13 operazioni.
Fino alla primavera 1942, per la sepoltura dei corpi furono utilizzate quattro lunghe fosse comuni. Successivamente i corpi furono cremati. Nell'estate 1942 il crescente fetore dovuto alla decomposizione dei corpi nelle fosse comuni, ristagnante in tutta l'area circostante, consigliò la riesumazione dei corpi e la loro cremazione all'interno di due forni crematori appositamente acquistati. L'operazione, effettuata da detenuti ebrei, prevedeva inoltre la macinazione delle ossa rimaste dopo la cremazione all'interno di un apposito mulino macinatore e la dispersione delle ceneri nel vicino fiume.
L'operatività del campo di sterminio di Chełmno fu sospesa ai primi di aprile del 1943. Il 7 aprile furono distrutti i forni per la cremazione e ci si preparava a demolire il castello quando giunse inaspettato un ultimo trasporto da Łódź con persone malate di tifo. Ad esse fu ordinato di salire al primo piano dell'edificio che fu fatto saltare in aria con i suoi occupanti.
Nella seconda fase di attività del campo (1944), riaperto per facilitare la liquidazione totale del ghetto di Łódź, si cercò di rendere le operazioni più funzionali sulla base dell'esperienza acquisita negli altri campi di sterminio (Bełżec, Sobibór, Treblinka). Prima di tutto, fu riparata e riattivata nella sua interezza la linea a scartamento ridotto che congiungeva Koło al vicino villaggio di Chełmno. I deportati trascorrevano la notte rinchiusi nella locale chiesa. Di lì compivano in camion il breve tragitto fino al campo. Questa volta ad attenderli non era il castello (distrutto nell'aprile 1943), ma due baracche di legno che davano l'impressione di essere giunti all'ingresso di un campo più vasto. Dalle baracche attraverso uno stretto passaggio coperto si giungeva ad una rampa dove erano in attesa i camion per la "doccia", in realtà camere a gas mobili. Nella foresta furono costruiti due grandi fornaci per la cremazione dei corpi. Le ceneri venivano raccolte e trasportate di notte con un carro a Zawadka e lì disperse nel fiume.

## Comandanti del campo
- SS-Sturmbannführer Herbert Lange
- SS-Hauptsturmführer Hans Bothmann

## Vittime
Durante la prima fase di funzionamento del campo, dall'8 dicembre 1941 all'aprile 1943, circa 150.000 persone furono trucidate, fra cui:
- 145.301 ebrei. Le prime vittime provenivano dai villaggi e centri minori della Warthegau. A metà gennaio 1942 cominciarono anche le uccisioni degli ebrei di Łódź, tra cui circa 15.000 ebrei provenienti da Germania, Austria, Cecoslovacchia e Lussemburgo, precedentemente deportati a Łódź dai territori del Reich per rendere il territorio tedesco judenfrei, «libero da ebrei».
- 4.400 Sinti e Rom del ghetto di Łódź, gassati a metà dicembre 1941;
- 82 bambini del villaggio ceco di Lidice, deportati a Łódź il 9 giugno 1942 e uccisi a Chełmno il 2 luglio 1942 per rappresaglia dopo l'attentato a Reinhard Heydrich.
- alcune centinaia di polacchi e un numero imprecisato di prigionieri russi.

Nella seconda fase di attività del campo (1944) furono uccisi circa 10.000 ebrei provenienti dal ghetto di Łódź.

## Chełmno come luogo di memoria

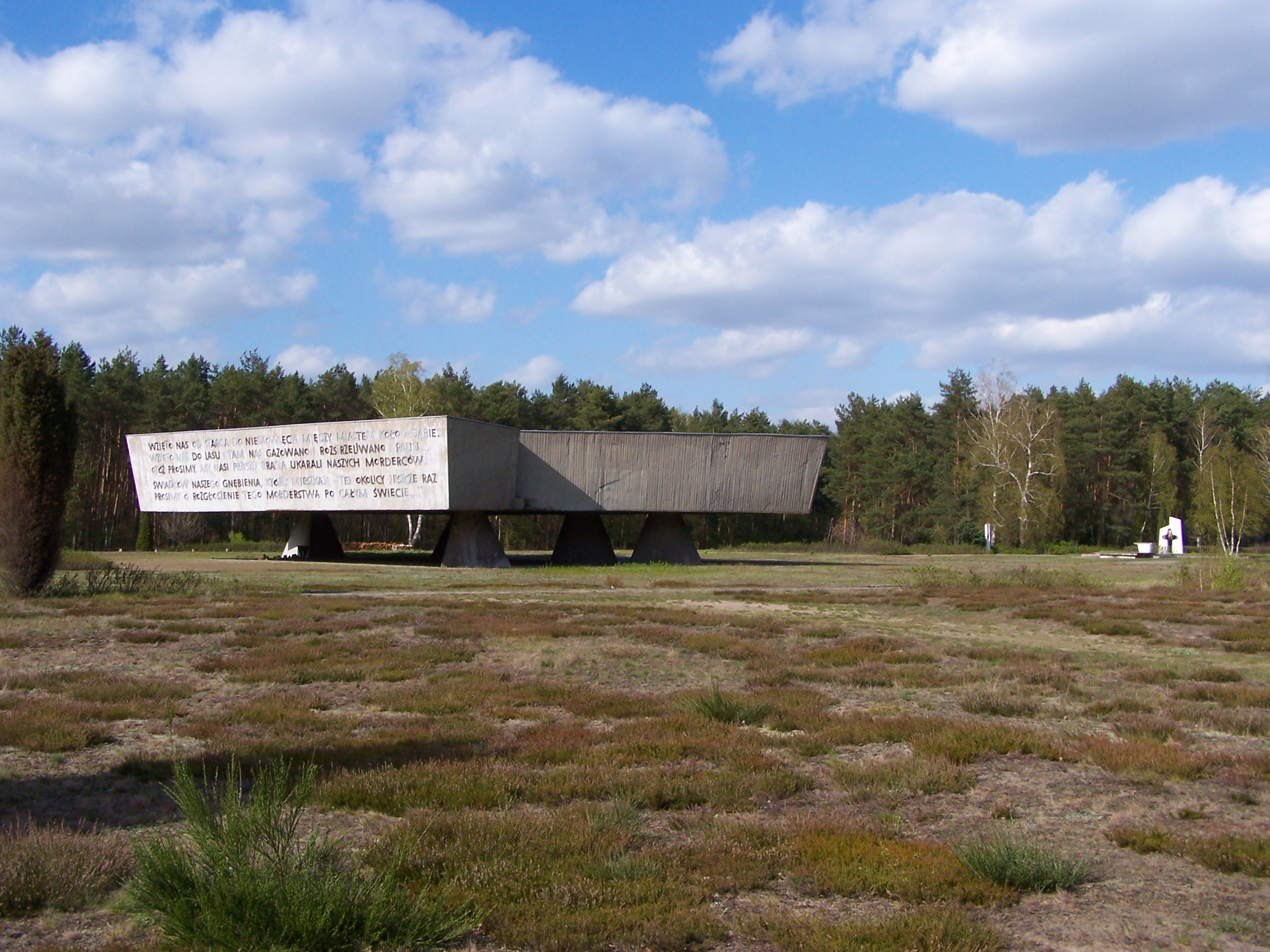
Memoriale eretto nel 1964 nell'area del Waldlager

Nel giugno 1945 fu istituita una prima commissione di indagine polacca che cominciò ad indagare su quello che era successo a Chełmno. Il lavoro si presentava complesso: i nazisti in fuga avevano fatto sparire quasi completamente ogni traccia del campo. 
Solo nel 1957 fu eretto un primo monumento nell'area del campo: le comunità ebraiche di Łódź e Włocławek finanziarono un obelisco che fu eretto vicino alle rovine del castello. Il processo a Adolf Eichmann a Gerusalemme nel 1961 e quelli svoltesi i Germania tra il 1962 e il 1965 permisero una ricostruzione più accurata dei fatti avvenuti a Chełmno e della geografia del campo, una stima più precisa del numero delle vittime e della loro provenienza, nonché l'identificazione di molti dei responsabili materiali degli eccidi. 
Oggi la maggior parte dei monumenti si trova nell'area del "Waldlager" (il campo nella foresta) accanto alla strada che conduce a Koło, ovvero nel luogo di sepoltura e incenerimento delle vittime. Nel 1964, la Repubblica popolare di Polonia vi costruì un grandioso monumento. Come nel caso di altri memoriali eretti a quel tempo in Polonia nei luoghi principali dell'Olocausto, anche qui non vi era alcun riferimento specifico al fatto che la stragrande maggioranza delle vittime fossero ebrei.
Le trasformazioni politiche avvenute alla fine degli anni ottanta hanno determinato un cambiamento anche nel ricordo delle vittime ebraiche. Nel 1986-87 è stata avviata una prima accurata ricerca archeologica dell'area, proseguita poi nel 1997-2004 relativamente all'area del villaggio di Chełmno e nel 2003-2004 di nuovo nella foresta. Nel 1990, è stato aperto un piccolo museo, visitabile tutto l'anno, che contiene i reperti rinvenuti nelle campagne di scavo, oltre a materiale illustrativo sullo sterminio degli ebrei e dei rom avvenuto a Chełmno. Allo stesso tempo, sono stati creati altri memoriali alle vittime ebraiche. Oggi, numerose cippi commemorativi servono come un ricordo delle comunità ebraiche i cui membri sono stati uccisi a Chełmno. Nel 1995, grazie a donazioni private, è stato inaugurato un memoriale alle vittime ebraiche provenienti dai paesi tedeschi. Ci sono anche diversi monumenti in ricordo delle vittime non ebraiche del campo di sterminio, come i combattenti della resistenza polacca. Altre lapidi commemorative sono state poste fuori dell'area del campo, alla stazione di Koło e a Powiercie.